# Província de Salamanca
La província de Salamanca és una província d'Espanya al sud-oest de Castella i Lleó. Limita al nord amb les províncies de Zamora, al nord-est amb Valladolid, a l'est amb la província d'Àvila, al sud amb la de Càceres i a l'oest amb Portugal.
La seua extensió geogràfica és de 12.336 km², i l'altitud mitjana és de 830 m sobre el nivell del mar. El clima és de tipus continental, amb hiverns freds i secs i estius calorosos.
Actualment la província comptava el 2011 amb 352.986 habitants, dels quals 152.048 vivien en la capital provincial, Salamanca, a la vora del riu Tormes. Hi ha 362 municipis en la província, dels quals més de la meitat tenen una població inferior als tres-cents habitants. Els municipis més poblats de la província són, a banda de la capital, Béjar, Ciudad Rodrigo, Santa Marta de Tormes, Peñaranda de Bracamonte, Guijuelo i Alba de Tormes. A més a més, existeixen unes comarques històriques i tradicionals, però no té cap reconeixement administratiu ni oficial.
De la seua gastronomia, destaca, entre d'altres, el pernil de Guijuelo, amb denominació d'origen protegida i una empanada típica anomenada hornazo. Menys coneguts fora de la regió, són el lechazo, cochinillo o tostón asado, el farinato (procedent de Ciudad Rodrigo), el bollo maimón i els chochos de yema. A Salamanca són típiques les sopes d'all.

## Comarques
- Comarca de Ciudad Rodrigo (La Socampana, Campo de Argañán, Campo de Yeltes, Campo de Agadones, Campo de Robledo i El Rebollar)
- Comarca de Vitigudino (El Abadengo, La Ribera, Tierra de Vitigudino i La Ramajería)
- La Armuña
- Las Villas
- Tierra de Peñaranda i Las Guareñas
- Tierra de Ledesma
- Comarca de Guijuelo (Entresierras, Salvatierra i Alto Tormes)
- Tierra de Alba
- Sierra de Béjar
- Sierra de Francia
- Campo de Salamanca
- Mancomunitat Cuatro Caminos